# Sélections olympiques américaines d'athlétisme 2012
Navigation
Championnats 2011 Championnats 2013
Les sélections olympiques américaines d'athlétisme 2012 se déroulent du 21 juin au 1er juillet 2012 à Eugene, dans l'Oregon. La compétition détermine les champions d'athlétisme séniors et juniors des États-Unis, et fait également office de sélection pour les Jeux olympiques de 2012.
Le stade Hayward Field d'Eugene accueille pour la cinquième fois les sélections olympiques américaines d'athlétisme après les éditions de 1972, 1976, 1980 et 2008.

## Programme
| Date        | Hommes                                                    | Femmes                                                              |
| ----------- | --------------------------------------------------------- | ------------------------------------------------------------------- |
| 21 juin     | Lancer du marteau                                         | Lancer du marteau                                                   |
| 22 juin     | 10 000 m                                                  | 10 000 m                                                            |
| 23 juin     | Décathlon                                                 | 100 m haies 100 m                                                   |
| 24 juin     | Saut en longueur Lancer du poids 400 m 100 m              | Saut à la perche Lancer du disque 400 m                             |
| 25 juin     | Saut en hauteur Lancer du javelot 800 m                   | Triple saut 800 m                                                   |
| 28 juin     | Saut à la perche Lancer du disque 3 000 m steeple 5 000 m | 5 000 m                                                             |
| 29 juin     |                                                           | Lancer du poids 3 000 m steeple                                     |
| 30 juin     | 20 km marche Triple saut 110 m haies                      | Saut en hauteur 200 m                                               |
| 1er juillet | 400 m haies 1 500 m 200 m                                 | 20 km marche Lancer du javelot Saut en longueur 400 m haies 1 500 m |

## Faits marquants
Ashton Eaton bat le record du monde du décathlon avec un total de 9 039, améliorant de 13 points la performance de Roman Šebrle établie en 2001. Crédité de 4 728 points à l'issue de la première journée de compétition dans laquelle il améliore deux de ses records personnels sur 100 m avec 10 s 21, et au saut en longueur avec 8,23 m (+ 0,8 m/s), il améliore trois nouveau records personnels lors de la deuxième journée sur 110 m haies (13 s 70), au saut à la perche (5,30 m) et sur 1 500 m où l'Américain établit le temps de 4 min 14 s 48. Il est le second décathlonien à franchir la barrière des 9 000 points.
Figurant parmi les favoris à une sélection sur 100 m alors qu'il avait remporté le premier 200 m comptant pour la ligue de diamant 2012 en 20 s 02 (record du meeting), et qu'il était double médaillé d'argent des Mondiaux de Daegu sur 100 m et 200 m., Walter Dix se blesse lors de la finale du 100 mètres et est éliminé.
Allyson Felix et Jeneba Tarmoh, partenaires d'entraînement, ont été déclarées à égalité parfaite (11 s 068) pour la 3e place sur 100 m. Cela représente un vrai casse-tête pour la fédération américaine car seules trois athlètes peuvent se qualifier pour les JO.

## Résultats

### Hommes
| Épreuves | Or                                   | Argent                           | Bronze                           |
| --- | ------------------------------------ | -------------------------------- | -------------------------------- |
| 100 m Vent : +1,8 m/s | Justin Gatlin 9 s 80 (PB)            | Tyson Gay 9 s 86 (SB)            | Ryan Bailey 9 s 93               |
| 200 m Vent : +2,3 m/s | Wallace Spearmon 19 s 82             | Maurice Mitchell 20 s 14         | Isiah Young 20 s 16              |
| 400 m | LaShawn Merritt 44 s 12 (SB,WL)      | Tony McQuay 44 s 49 (PB)         | Bryshon Nellum 44 s 80           |
| 800 m | Nicholas Symmonds 1 min 43 s 92 (SB) | Khadevis Robinson 1 min 44 s 64  | Duane Solomon 1 min 44 s 65      |
| 1 500 m | Leonel Manzano 3 min 35 s 75         | Matthew Centrowitz 3 min 35 s 84 | Andrew Wheating 3 min 36 s 68    |
| 5000 m | Galen Rupp 13 min 22 s 67            | Bernard Lagat 13 min 22 s 82     | Lopez Lomong 13 min 24 s 47      |
| 10 000 m | Galen Rupp 27 min 25 s 33            | Matt Tegenkamp 27 min 33 s 94    | Dathan Ritzenhein 27 min 36 s 09 |
| 3000 m steeple | Evan Jager 8 min 17 s 40             | Donald Cabral 8 min 19 s 81      | Kyle Alcorn 8 min 22 s 17        |
| 20 000 m marche | Trevor Barron 1 h 23 min 0 s 10      | Tim Seaman 1 h 27 min 29 s 48    | Nick Christie 1 h 29 min 47 s 30 |
| 110 m haies Vent : +1,2 m/s | Aries Merritt 12 s 93                | Jason Richardson 12 s 98         | Jeff Porter 13 s 08              |
| 400 m haies | Michael Tinsley 48 s 33              | Angelo Taylor 48 s 57            | Kerron Clement 48 s 89           |
| Saut en hauteur | Jamie Nieto 2,28 m                   | Erik Kynard 2,28 m               | Nick Ross 2,28 m (PB)            |
| Saut à la perche | Brad Walker 5,67 m                   | Jeremy Scott 5,60 m              | Scott Roth 5,60 m                |
| Saut en longueur | Marquise Goodwin 8,33 m (PB)         | Will Claye 8,23 m                | George Kitchens 8,21 m           |
| Triple saut | Christian Taylor 17,63 m             | Will Claye 17,55 m               | Walter Davis 16,69 m             |
| Poids | Reese Hoffa 22,00 m                  | Ryan Whiting 21,66 m             | Christian Cantwell 21,28 m       |
| Disque | Lance Brooks 65,15 m                 | Jarred Rome 63,35 m              | Jason Young 62,15 m              |
| Marteau | Kibwe Johnson 74,97 m                | Chris Cralle 74,36 m             | A. G. Kruger 73,93 m             |
| Javelot | Sam Humphreys 81,86 m                | Samuel Crouser 80,80 m           | Craig Kinsley 79,92 m            |
| Décathlon | Ashton Eaton 9 039 pts (WR)          | Trey Hardee 8 383 pts            | Gray Horn 7 954 pts              |
| Records et Performances - AR : Record continental (area record) - CR : Record des championnats (championship record) - MR : Record du meeting (meet record) - NR : Record national (national record) - OR : Record olympique (olympic record) - PR : Record paralympique (paralympic record) - PB : Record personnel (personal best) - SB : Meilleure performance personnelle de la saison (season's best) - WL : Meilleure performance mondiale de l'année (world leader) - WJR : Record du monde junior (world junior record) - WR : Record du monde (world record) Circonstances et Conditions - DNF : N'a pas terminé (did not finish) - DNS : N'a pas pris le départ (did not start) - DQ : Disqualification (disqualification) - NM : Aucun essai valable enregistré (No Mark) - Q : Qualifié « directement » au prochain tour (ou à la prochaine compétition), lors d'une compétition majeure, grâce au classement ou à la réalisation des minima (automatic qualifier) - q : Qualifié au prochain tour (ou à la prochaine compétition), lors d'une compétition majeure, grâce au repêchage ou à la réalisation de l'une des meilleures performances parmi celles des « non qualifiés directement » (grâce au meilleur temps ou à la meilleure distance par exemple) (secondary qualifier) |                                      |                                  |                                  |

### Femmes
| Épreuves | Or                                | Argent                              | Bronze                                  |
| --- | --------------------------------- | ----------------------------------- | --------------------------------------- |
| 100 m Vent : +0,9 m/s | Carmelita Jeter 10 s 92           | Tianna Madison 10 s 96              | Jeneba Tarmoh(PB) Allyson Felix 11 s 07 |
| 200 m Vent : +1,0 m/s | Allyson Felix 21 s 69             | Carmelita Jeter 22 s 11             | Sanya Richards-Ross 22 s 22             |
| 400 m | Sanya Richards-Ross 49 s 28       | Dee Dee Trotter 50 s 02             | Francena McCorory 50 s 43               |
| 800 m | Alysia Montano 1 min 59 s 08      | Geena Gall 1 min 59 s 24            | Alice Schmidt 1 min 59 s 46             |
| 1500 m | Morgan Uceny 4 min 04 s 59        | Shannon Rowbury 4 min 05 s 11       | Jenny Simpson 4 min 05 s 17             |
| 5 000 m | Julie Culley 15 min 13 s 77       | Molly Huddle 15 min 14 s 40         | Kim Conley 15 min 19 s 79               |
| 10 000 m | Amy Hastings 31 min 58 s 36       | Natosha Rogers 31 min 59 s 21       | Shalane Flanagan 31 min 59 s 69         |
| 3000 m steeple | Emma Coburn 9 min 32 s 78         | Bridget Franek 9 min 35 s 62        | Shalaya Kipp 9 min 35 s 73              |
| 20 000 m marche | Maria Michta 1 h 34 min 53 s 33   | Miranda Melville 1 h 34 min 56 s 92 | Erin Gray 1 h 35 min 40 s 05            |
| 100 m haies Vent : -1,6 m/s | Dawn Harper 12 s 73               | Kellie Wells 12 s 77                | Lolo Jones 12 s 86                      |
| 400 m haies | Lashinda Demus 53 s 98            | Georganne Moline 54 s 33            | T'Erea Brown 54 s 81                    |
| Saut en hauteur | Chaunté Lowe 2,01 m               | Brigetta Barrett 2,01 m             | Amy Acuff 1,95 m                        |
| Saut à la perche | Jennifer Suhr 4,60 m              | Becky Holliday 4,55 m               | Lacy Janson 4,50 m                      |
| Saut en longueur | Brittney Reese 7,15 m             | Chelsea Hayes 7,10 m                | Janay DeLoach 7,08 m                    |
| Triple saut | Amanda Smock 13,94 m              | Sheena Gordon 13,83 m               | Andrea Geubelle 13,79 m                 |
| Poids | Jillian Camarena-Williams 19,16 m | Michelle Carter 18,57 m             | Tia Brooks 18,34 m                      |
| Disque | Stephanie Brown Trafton 65,18 m   | Aretha Thurmond 62,23 m             | Suzy Powell-Roos 60,20 m                |
| Marteau | Amber Campbell 71,80 m            | Amanda Bingson 71,78 m              | Jessica Cosby 70,77 m                   |
| Javelot | Brittany Borman 61,51 m           | Kara Patterson 59,79 m              | Kimberley Hamilton 58,04 m              |
| Heptathlon | Hyleas Fountain 6 419 pts         | Sharon Day 6 343 pts                | Chantae McMillan 6 188 pts              |
| Records et Performances - AR : Record continental (area record) - CR : Record des championnats (championship record) - MR : Record du meeting (meet record) - NR : Record national (national record) - OR : Record olympique (olympic record) - PR : Record paralympique (paralympic record) - PB : Record personnel (personal best) - SB : Meilleure performance personnelle de la saison (season's best) - WL : Meilleure performance mondiale de l'année (world leader) - WJR : Record du monde junior (world junior record) - WR : Record du monde (world record) Circonstances et Conditions - DNF : N'a pas terminé (did not finish) - DNS : N'a pas pris le départ (did not start) - DQ : Disqualification (disqualification) - NM : Aucun essai valable enregistré (No Mark) - Q : Qualifié « directement » au prochain tour (ou à la prochaine compétition), lors d'une compétition majeure, grâce au classement ou à la réalisation des minima (automatic qualifier) - q : Qualifié au prochain tour (ou à la prochaine compétition), lors d'une compétition majeure, grâce au repêchage ou à la réalisation de l'une des meilleures performances parmi celles des « non qualifiés directement » (grâce au meilleur temps ou à la meilleure distance par exemple) (secondary qualifier) |                                   |                                     |                                         |